# Окампо, Дарио
Рамон Дарио Окампо (исп. Ramón Darío Ocampo; родился 21 июня 1986 года, Жардин Америка, Аргентина) — аргентинский футболист, атакующий полузащитник.

## Клубная карьера
Окампо начал профессиональную карьеру в клубе «Велес Сарсфилд». 19 ноября 2004 года он дебютировал за команду в аргентинской Примере. В составе «Велеса» Дарио дважды стал чемпионом страны. В 2009 году Окампо на правах аренды перешёл в «Росарио Сентраль». 29 августа в матче против «Тигре» он дебютировал за новую команду. Летом 2010 года Окампо вновь был отдан в аренду, его новой командой стала «Архентинос Хуниорс». 7 августа в поединке против «Уракана» Дарио дебютировал за новый клуб.
Летом 2011 года Окампо покинул «Велес Сарсфилд» и подписал контракт с парагвайским «Гуарани». 30 июля в матче против столичной «Олимпии» он дебютировал в парагвайской Примере. 4 декабря в поединке против столичного «Индепендьенте» Дарио забил свой первый гол за «Гуарани». 11 марта 2015 года в матче Кубка Либертадорес против венесуэльского «Депортиво Тачира» он забил гол.

## Достижения
Командные
 «Велес Сарсфилд»
- Чемпионат Аргентины по футболу — Клаусура 2005
- Чемпионат Аргентины по футболу — Клаусура 2009